# Santa Maria della Concezione dei Sacconi Turchini
Santa Maria della Concezione dei Sacconi Turchini, även benämnt Oratorio di Santa Maria della Neve, var ett oratorium i Rom, helgat åt Jungfru Marias Obefläckade Avlelse. Oratoriet var beläget i rione Monti, vid Via della Madonna dei Monti.

## Historia
Oratoriet uppfördes i mitten av 1600-talet som ett externt kapell för klostret Santa Maria della Concezione ai Monti. Ungefär ett sekel senare, i mitten av 1700-talet, tillhörde oratoriet Confraternita di Santa Maria della Neve, som senare flyttade till Santa Maria della Neve dei Foglianti och därefter till Santa Maria della Neve al Colosseo. Oratoriet revs under 1880-talet vid anläggandet av Via Cavour.